# Tsikalariá (Kíssamos, La Canée)
Tsikalariá, en grec moderne : Τσικαλαριά, est un village du dème de Kissamos, dans le district régional de La Canée, de la Crète, en Grèce. Selon le recensement de 2001, la population de Tsikalariá compte 17 habitants. Le village est situé à une altitude de 280 m et à une distance de 8 km de Kissamos.